# Pragmatická pedagogika
Jako pragmatická pedagogika se označuje výuková metoda, kterou proponoval americký filosof a pedagog John Dewey (autor zásadního spisu Demokracie a výchova).
Metoda vychází z pragmatismu, nejrozšířenějšího filozofického směru 19. století v USA.
Dewey odmítal filozofické myšlení, které neslouží praktickému životu, byl rovněž odpůrcem tradiční školy (herbartismus). Zastával názor, že na prvním místě má být pracovní činnost. Ve školní práci zdůrazňuje činnost, praxi, užitečnost. Dítě představuje v pedagogice „slunce“, okolo kterého se má soustřeďovat celý pedagogický proces. Učitel je pak pouhým poradcem, organizátorem.

## Způsob výuky pragmatické pedagogiky
Tři základní požadavky Deweye na učení jsou:
- výchova má pocházet ze zájmu dítěte a jeho praktické zkušenosti,
- výchova čerpá podněty a prostředky jak výchovné tak učební ze společenství,
- demokratická výchova vede ke zlepšení životní, duchovní a hmotné úrovně.

Deweyova projektová metoda má podnítit zájem o společné řešení problémů učení. Základem výchovy se stává individuální zkušenost dítěte získaná prací. Dewey zastává stanovisko, že ve škole se mají setkat děti ze všech společenských tříd – jedině tak lze překonat třídní rozdíly. Důraz se klade na spolupráci školy s rodinou.
Deweyova metoda má zásluhy v boji proti formalismu a verbalismu staré školy a jejímu drilu. Podporuje tvořivost a iniciativu dítěte.

## Nevýhody pragmatické pedagogiky
Mezi nevýhody pragmatické pedagogiky patří:
- přeceňování zásady aktivnosti,
- nedoceňování znalostí nashromážděných lidstvem,
- odmítá vedoucí úlohu učitele a jeho systematickou práci s dětmi v hodině,
- vzdělání trpí nesystematičností a útržkovitostí.